# بیس(سیکلوپنتادی‌انیل)تیتانیوم(III) کلرید
بیس(سیکلوپنتادی‌انیل)تیتانیوم(III) کلرید،(به انگلیسی: Bis(cyclopentadienyl)titanium(III) chloride) که همچنین با عنوان معرف ناجنت-راجان بابو نیز شناخته می شود، یک ترکیب آلی حاوی تیتانیوم  می باشد که به صورت دیمر با فرمول [(C5H5)2TiCl]2  وجود دارد. این ماده به صورت یک جامد سبز حساس به هوا است.  